# 분배 계수
분배 계수(partition coefficient, P) 또는 분포 계수(distribution coefficient, D)는 물상과학에서 평형 상태에서 혼합되지 않는 두 용매의 혼합물에 있는 화합물의 농도 비율이다. 따라서 이 비율은 두 액체의 용질 용해도를 비교한 것이다. 분배 계수는 일반적으로 이온화되지 않은 화합물 종의 농도 비율을 나타내는 반면, 분포 계수는 화합물의 모든 종(이온화 + 이온화되지 않음)의 농도 비율을 나타낸다.
화학 및 약학에서 두 상(phase) 모두 일반적으로 용매이다. 가장 일반적으로 용매 중 하나는 물이고 두 번째는 1-옥탄올과 같은 소수성이다. 따라서 분배 계수는 화학 물질이 얼마나 친수성("물을 좋아하는") 또는 소수성("물을 두려워하는")인지를 측정한다. 분배 계수는 신체 내 약물 분포를 추정하는 데 유용한다. 옥탄올-물 분배계수가 높은 소수성 약물은 주로 세포의 지질 이중층과 같은 소수성 영역에 분포한다. 반대로, 친수성 약물(낮은 옥탄올/물 분배 계수)은 주로 혈청과 같은 수성 영역에서 발견된다.
용매 중 하나가 기체이고 다른 하나가 액체인 경우 기체/액체 분배 계수를 결정할 수 있다. 예를 들어, 전신마취제의 혈액/가스 분배 계수는 마취제가 가스에서 혈액으로 얼마나 쉽게 전달되는지를 측정한다. 분배 계수는 상 중 하나가 고체인 경우(예: 한 상은 용융 금속이고 두 번째 상은 고체 금속인 경우) 또는 두 상이 모두 고체인 경우에도 정의할 수 있다. 물질을 고체로 분할하면 고용체가 된다.
분배계수는 다양한 방법(셰이크 플라스크, HPLC 등)으로 실험적으로 측정하거나 다양한 방법(조각 기반, 원자 기반 등)을 기반으로 계산하여 추정할 수 있다.
물질이 결합 또는 해리 (화학)로 인해 분배 시스템에서 여러 화학종으로 존재하는 경우 각 종에는 고유한 Kow 값이 할당된다. 관련 값 D는 서로 다른 종을 구별하지 않으며 단지 두 상 사이의 물질 농도 비율을 나타낸다.

## 같이 보기
- 화학정보학